# Charles P. Thacker

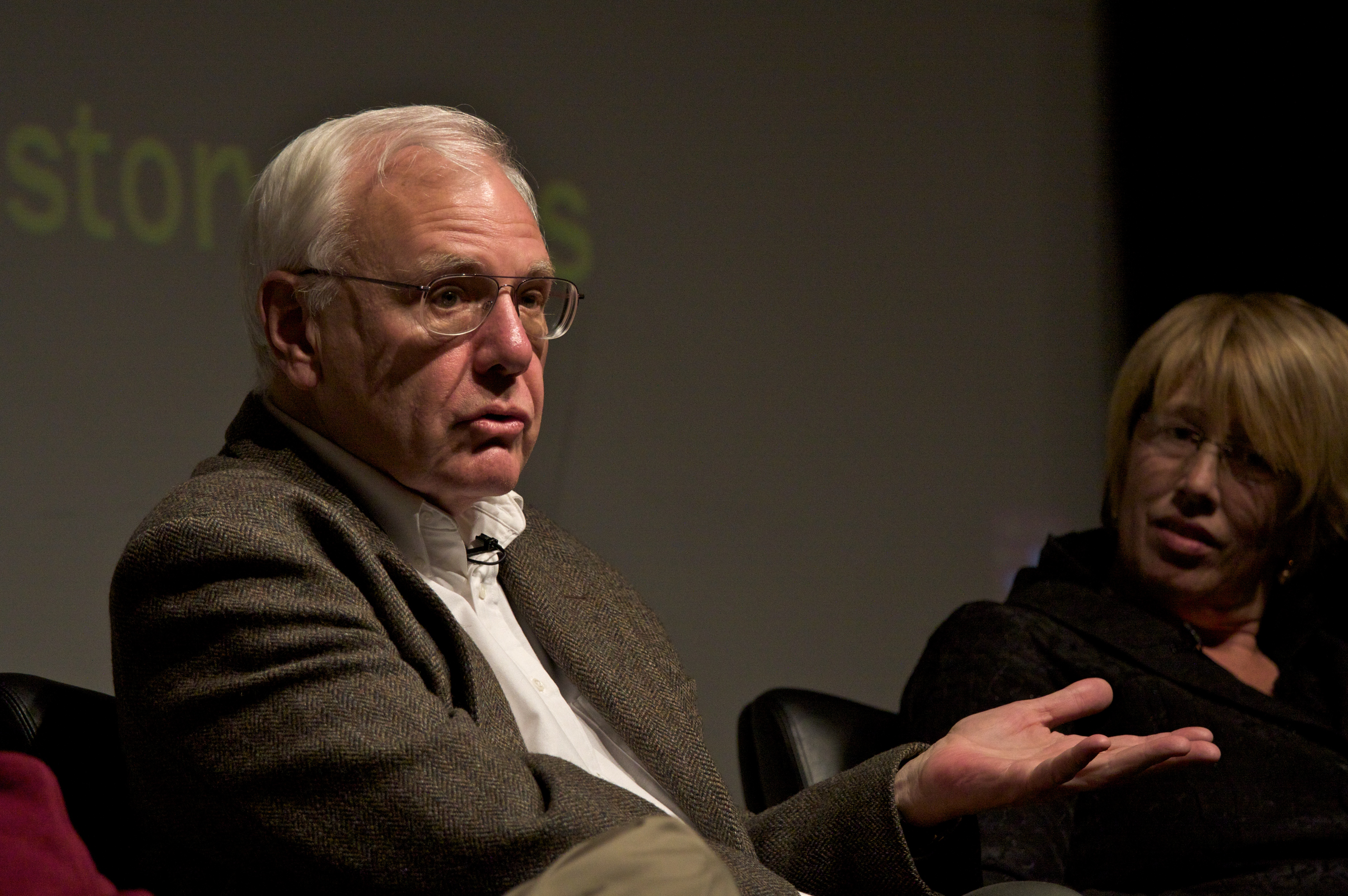
Charles P. Thacker 2008

Charles Patrick „Chuck“ Thacker (* 26. Februar 1943 in Pasadena, Kalifornien; † 12. Juni 2017 in Palo Alto, Kalifornien) war ein US-amerikanischer Informatiker. Er war Chef einer Forschungsgruppe bei Microsoft Research im Silicon Valley, die sich mit Reconfigurable Computing befasst, und Turing-Preisträger. Er war an der Entwicklung des ersten PCs mit grafischer Benutzeroberfläche (Xerox Alto), des Ethernets, und der Tablet-PCs sowie am Aufbau dreier bedeutender Forschungszentren beteiligt.

## Biografie
Thacker war der Sohn eines Ingenieurs und studierte zunächst am Caltech, dann an der University of California, Los Angeles, um schließlich 1967 an der University of California, Berkeley den Bachelor-Grad in Physik zu erlangen. Um ein postgraduales Studium vorzufinanzieren, arbeitete er zunächst als Mechaniker und Elektroingenieur und wurde dann Mitglied von J. C. R. Lickliders „Intergalaktischem Computernetzwerk“, in Rahmen dessen das Time-Sharing-System SDS 940 entwickelt wurde. Thacker begann, sich für Computer zu interessieren, und lernte L. Peter Deutsch und Butler Lampson kennen. Mit diesen gründete er den Spin-off Berkeley Computer Corp., der aber bald nach der Konstruktion des Multiprozessor-Rechners BCC-500, dessen Prozessoren und Speicher von Thacker stammten, aufgelöst wurde.
Thacker und einige Kollegen wurden 1970 an das neugegründete Xerox Palo Alto Research Center (PARC) übernommen, wo er zunächst den Multiple Access Xerox Computer (MAXC) mitentwickelte, das erste Time-Sharing-System mit Halbleiter-Speicher. Aufbauend auf dieser Arbeit war Thacker schließlich Projektleiter der Entwicklung des Xerox-Alto-Personalcomputers (mit Butler Lampson, Ed McCreight und anderen). Er entwarf die CPU, deren Mikrocode und den Display-Controller für die Maschine. Ebenso war er Mit-Erfinder der Ethernet-LAN-Methode (mit Robert Metcalfe, David Boggs und anderen) und trug maßgeblich zu vielen anderen Projekten bei, einschließlich der Entwicklung des ersten Laserdruckers. Thacker wechselte vom Xerox PARC zum Xerox Systems Development Department, wo er an der Entwicklung von Rechnern wie dem Xerox Dorado und dem Xerox D0 beteiligt war, der schließlich ans Xerox PARC weitergereicht wurde, womit auch Thacker zurück zu PARC ging.
1983 verließ Thacker mit Robert W. Taylor, Butler Lampson und anderen Xerox und gründete 1984 mit ihnen das Systems Research Center (SRC) der Digital Equipment Corporation (DEC). Er entwickelte dort unter anderem die ADU (Alpha Demonstration Unit), den ersten Computer mit dem Alpha-Prozessor, und das Firefly-System, die erste Multiprozessor-Workstation, sowie die Netzwerktechnologie Gigaswitch/ATM.
Ab etwa 1991 stand Thacker in Gesprächen mit Microsoft, wo er zunächst keinen Platz für sich sah, dann aber die Gründung eines Microsoft-Research-Ablegers im Silicon Valley propagierte. 1997 rekrutierte Nathan Myhrvold ihn schließlich, um mit Roger Needham zwei Jahre lang am Aufbau von Microsofts Forschungszentrum in Cambridge, England mitzuwirken. Nach seiner Rückkehr in die Vereinigten Staaten entwickelte Thacker die Hardware für Microsofts Tablet-PC auf der Basis seiner Erfahrungen mit dem Interim-Dynabook beim PARC, und mit dem Griffel-basierten in der Hand zu haltenden Lectrice-Computer beim DEC SRC. Danach wechselte Thacker ins zwischenzeitlich doch gegründete Forschungszentrum in Mountain View im Silicon Valley.
Thacker war seit 1964 verheiratet und hatte zwei Töchter.

## Auszeichnungen
Thacker war Technical Fellow von Microsoft, Fellow der Association for Computing Machinery (ACM) und des Computer History Museum und Mitglied der National Academy of Engineering und der American Academy of Arts and Sciences. 2004 wurde Thacker mit dem Charles-Stark-Draper-Preis ausgezeichnet, zusammen mit Alan Kay, Butler Lampson und Robert W. Taylor. 1996 erhielt Thacker die Ehrendoktorwürde der ETH Zürich in Anerkennung seiner weitsichtigen Konzeption des ersten Arbeitsplatzrechners Alto, seiner wegweisenden Beiträge zum ersten lokalen Computernetz Ethernet und für seine originellen Ideen beim Bau von Hochleistungsnetzwerken. 2007 wurde Thacker mit der John-von-Neumann-Medaille „für eine zentrale Rolle in der Erschaffung des Personal Computers und der Entwicklung von vernetzten Computersystemen“ ausgezeichnet.
2010 wurde er mit dem Turing Award der ACM unter anderem für seine Rolle in der Entwicklung des ersten modernen PCs ausgezeichnet; Butler Lampson und Alan Kay, die mit Thacker unter anderem am Xerox Alto arbeiteten, hatten dieselbe Auszeichnung bereits 1992 bzw. 2003 erhalten. Für 2017 wurde ihm (posthum) der Eckert-Mauchly Award zugesprochen.